# Calliostoma katsunakamai
Calliostoma katsunakamai là một loài ốc biển, là động vật thân mềm chân bụng sống ở biển thuộc họ Calliostomatidae.

## Phân bố
Chúng phân bố ở Ấn Độ Dương và ở Thái Bình Dương Ocean dọc theo Nhật Bản và Sumatra